# Archibald Stirling
Archibald Stirling (Stirling, Escocia; 1867-Ibídem, 18 de febrero de 1931), fue un soldado del ejército escocés, comandante de los Lovat's Scouts, Brigada Montada de las Tierras Altas (1.ª Brigada), exmiembro del parlamento británico y padre de David Stirling, fundador del Servicio Aéreo Especial. Comenzó a dar servicio en 1889 hasta el 9 de diciembre de 1922 durante la segunda guerra bóer y la Primera Guerra Mundial.

## Biografía
Nació en Keir House, una casa cerca de Dunblane siendo el segundo hijo de Sir William Stirling-Maxwell de Keir, noveno baronet junto con su hermano mayor Sir John Stirling, el décimo baronet de la familia. Archibald se casó con Lady Anna Maria (Leslie-Melville), segunda hija del décimo conde de Leven y Melville. Fue educado en Eton College toda su niñez, luego estudió en el Trinity College y finalmente en la Universidad de Cambridge.

### Durante la segunda guerra bóer y la Primera Guerra Mundial
Stirling se unió a la Guardia Escocesa en 1889, fue ascendido de teniente primero a teniente segundo el 4 de mayo de 1892 y asciende a capitán el 24 de junio de 1899. Comenzó a servir en el ejército egipcio de 1899 a 1900 en varias misiones y batallando en la segunda guerra bóer (y fue galardonado la medalla con broche para Sudán) y también en Sudáfrica desde 1900 hasta 1902 (por lo cual recibió la medalla sudafricana con tres broches y la medalla del Rey con dos broches). Se retiró del servicio el 17 de junio de 1903, recibió una propina y se convirtió en capitán de la Reserva de Oficiales.
El 23 de enero de 1904 se unió a la Yeomanía Imperial como mayor en los Lovat's Scouts, hasta transferirse a la Fuerza Territorial el 1 de abril de 1908. Fue ascendido a teniente coronel el 18 de agosto de 1909 y fue oficial al mando de los 2.º Lovat's Scouts. El 11 de octubre de 1915, un año después de que comenzara la Primera Guerra Mundial, Stirling fue nombrado brigadier, y luego con el rango temporal de general de brigada, fue elegido para comandar la Brigada Montada de las Tierras Altas en la Batalla de Galípoli en 1915 y la 2.ª Brigada Desmontada en la Batalla de Romani, en Egipto en 1916, teniendo éxito con una baja de 1130 hombres.
Fue transferido a la Reserva de la Fuerza Territorial como teniente coronel el 19 de septiembre de 1916. El 21 de febrero de 1917, Stirling fue elegido miembro del parlamento unionista del oeste de Perthshire. Se sentó hasta las elecciones generales de 1918, cuando impugnó sin éxito Kinross y Western Perthshire.

## Después de la guerra
Por su servicio durante la guerra, Stirling fue Mencionado a los Despachos dos veces y recibió la Estrella de 1915, la Medalla de la Gran Guerra y la Medalla de la Victoria; se le otorgó el rango honorario de general de brigada en el Ejército, fechado desde el 19 de septiembre de 1916.
El 30 de septiembre de 1921 renunció a su comisión como teniente coronel en la Reserva Territorial del Ejército, pero fue nombrado coronel en la Reserva de Oficiales del Ejército Regular en 1 de marzo de 1922. Habiendo alcanzado el límite de edad, renunció también a su comisión en la Reserva del Ejército el 9 de diciembre de 1922, conservando su rango y el derecho a usar el uniforme.
Stirling se había casado en 1910 con la excelencia Margaret Fraser, cuarta hija del decimotercer Lord Lovat; tuvieron cuatro hijos y dos hijas. Años después, Archibald se unió como miembro en el Club de Guardias, el Club Carlton y el Club Turf, partes de la Guardia Escocesa y luego muere el 18 de febrero de 1931.

## Condecoraciones
- Stirling recibe la medalla con tres broches de Sudán en 1900 por batallar en la segunda guerra bóer.
- En 1901 se le otorga la medalla sudafricana con tres broches mientras continúa la guerra.
- En 1902, a Archibald se le da la Medalla del Rey de Sudáfrica.
- Es mencionado a los despachos dos veces.
- Luego Stirling recibe la Estrella de 1915.
- El mismo año, también recibe la Medalla de la Gran Guerra.
- También es condecorado con la Medalla de la Victoria.

| Predecesor: John Stewart-Murray (duque de Atholl) | Miembro del Parlamento (Reino Unido) 1917 - 1918 | Sucesor: James Gardiner (de West Perthshire) |